# Vlastimil Pecka
Vlastimil Pecka (* 28. května 1930) byl český a československý politik a poúnorový bezpartijní poslanec Národního shromáždění ČSSR, Sněmovny lidu Federálního shromáždění a České národní rady.

## Biografie
Ve volbách roku 1964 byl zvolen do Národního shromáždění ČSSR za Středočeský kraj jako bezpartijní kandidát. Člen průmyslového výboru pro hlavní výrobní odvětví a dopravu. V Národním shromáždění zasedal až do konce volebního období parlamentu v roce 1968.
K roku 1968 se profesně uvádí jako strojní zámečník z obvodu Beroun.
Po federalizaci Československa usedl roku 1969 do Sněmovny lidu Federálního shromáždění (volební obvod Beroun), kde setrval do konce volebního období parlamentu, tedy do voleb roku 1971. Ve stejné době zasedal i v České národní radě.